# 米哈伊洛夫 (梁赞州)
米哈伊洛夫（俄语：Миха́йлов）是俄羅斯梁贊州西部的一個城市，位於州府梁贊西南68公里的普羅尼亞河畔。2018年人口10,174人。2010年人口11,784；2002年人口13,295；1989年人口15,302。
1546年首見於文獻。1778年建市。